# Riscle (instrument musical)

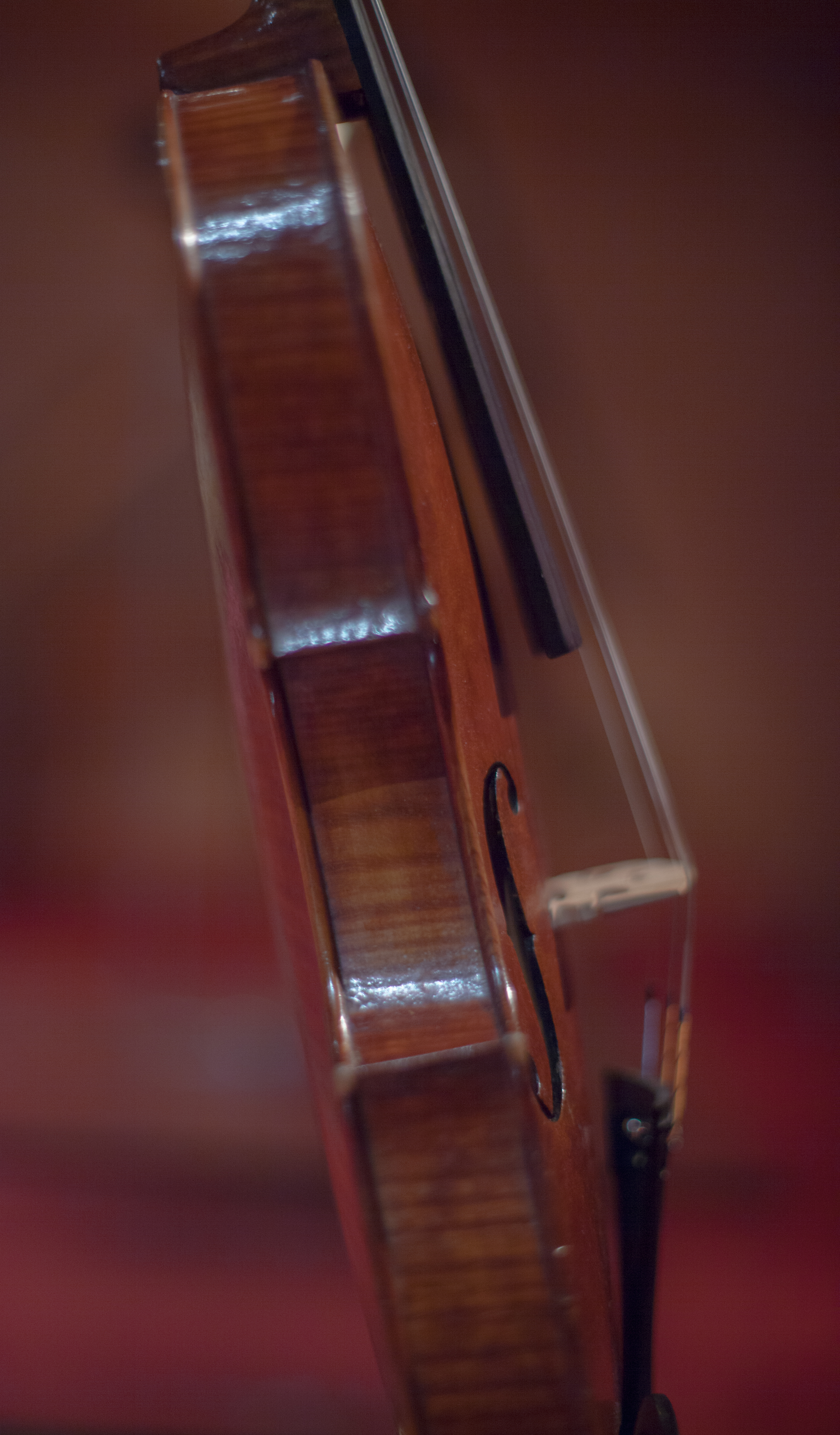
Detall de riscle de violí

Un riscle és cadascuna de les peces laterals dels instruments musicals cordòfons de mànec que uneixen la tapa harmònica al fons. Són parts estructurals que formen la caixa de ressonància. Així, tenim que els riscles són els costats, sovint de fusta prima (tell o erable), amb una curvatura característica que s'obté en calent i, de vegades, duen uns reforçaments interiors anomenats contrariscles.
En el cas d'alguns instruments membranòfons, és la part estructural sobre la qual s'estén i se subjecte la membrana, com els cèrcols de fusta (que sol ser d'ullastre) o d'altres materials als quals es fermen, aferren o cusen les membranes que produeixen el so.